# Elizabeth Okie Paxton
Elizabeth Okie Paxton (Providence, 17 de marzo de 1878 - Boston, 2 de abril de 1972)  fue una pintora estadounidense, casada el artista, William McGregor Paxton (1869-1941). Los Paxton formaban parte de la Escuela de Boston, un destacado grupo de artistas conocidos por obras de hermosos interiores, paisajes y retratos de sus adinerados mecenas. Sus pinturas se exhibieron ampliamente y se vendieron bien.

## Biografía
Elizabeth Vaughan Okienació en Providence, Rhode Island, hija del Dr. Howard Okie (1846-1902) y Elizabeth Vaughn y tenía una hermana, Adele.
Okie Paxton estudió pintura en la Cowles Art School, de Boston, con Joseph DeCamp y Ernest Major. También asistió a las clases de William McGregor Paxton, quien también había sido estudiante en Cowles y con quien estaría comprometida en 1896 y  se casaría el 3 de enero de 1899.
A partir de 1901 viajaron juntos a Europa. Con frecuenca pasaban los veranos en Cape Cod y Cape Ann, y residieron durante algún tiempo en Newton, Massachusetts.
Su gran belleza la convirtió en musa de su esposo, posando como modelo para muchas de sus obras, como el cuadro en el que estaba vestida para el baile.La pareja no tuvo hijos, lo que le permitió centrar su energía creativa en su trabajo. Okie Paxton se implicó en la carrera de su marido, administrándola antes y después de su muerte a expensas de su propia carrera artística. Tras la muerte de su marido se trasladó a los estudios Fenway de Boston.
Los documentos de William McGregor Paxton, que incluyen bocetos, correspondencia y fotografías, se conservan en los Archivos de Arte Americano del Instituto Smithsonian en Washington D. C. Junto con los documentos se conservan las cartas, reseñas y relaciones de Okie Paxton sobre las pinturas, exposiciones y ventas de las obras de su marido. También contiene bocetos hechos por Paxton en los que ella posa como modelo.

## Trayectoria

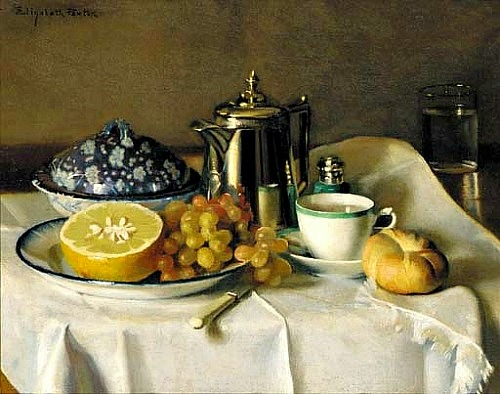
Desayuno continental, 1907.

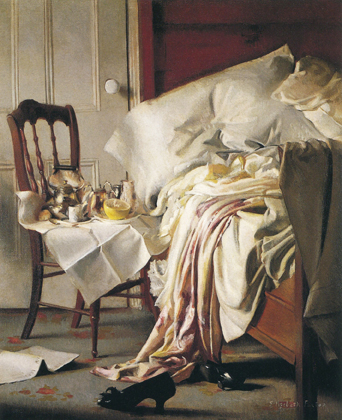
La bandeja del desayuno, alrededor de 1910, colección privada

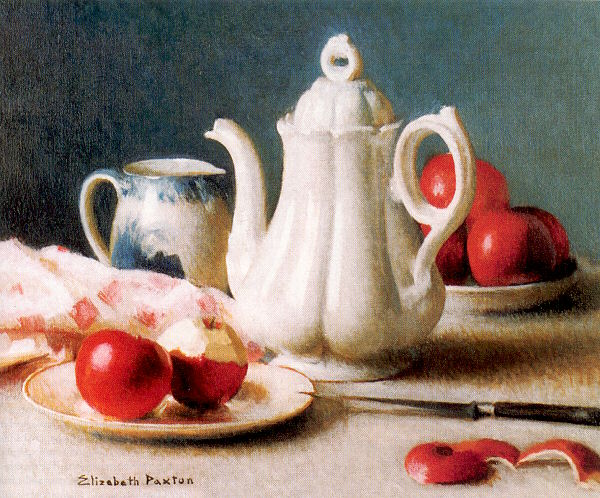
Manzanas rojas, óleo sobre lienzo, c. 1920.

De las artistas bostonianas nacidas en el siglo XIX la mayoría provenía de familias que disponían de suficientes medios económicos para abrir sus propios estudios y pagar su educación. Afortunadamente, Boston era una ciudad que tenía varios grandes maestros que impartirían clases de arte a mujeres, incluido su esposo, William McGregor Paxton; Edmundo C. Tarbell; Philip Hale; y William Morris Hunt. La educación de las mujeres se llavaba a cabo en clases separadas y a un precio mayor que la de los hombres. Las mujeres solían ir a estudiar a Europa. Por lo general las mujeres se limitaban a escenas domésticas y bodegones. Muchas mujeres se casaban tarde. Independientemente de cuándo lo hicieran, solían tener problemas para compaginar los roles tradicionales de esposa y madre con su carrera como artistas. Okie Paxton, considerada por un crítico de arte mejor pintora que su esposo, "pintó deslumbrantes naturalezas muertas de momentos en el tiempo", pero al igual que Lilian Westcott Hale, que también era una artista de talento casada con un artista, su carrera fue menos importante que la de su marido.
Okie Paxton utilizaba la luz, la textura y el color siguiendo la tendencia de los artistas de la Escuela de Boston. Su pintura, Continental Breakfast, se expuso en Rowland's en Boston y la describió ella misma el 17 de mayo de 1907:

...ha preparado un pequeño y delicado desayuno, delicadamente dispuesto sobre un mantel blanco, limpio y pulcro; hay una cafetera de plata, una taza de café y un platillo de fina porcelana blanca, con un borde verde claro, un panecillo marrón para el desayuno, un plato de fruta que con la mitad de un pomelo y un racimo de uvas, y un plato con tapa de vajilla de espino azul y blanco. Todas estas cosas están pintadas con tanta delicadeza y cariño, son tan bonitas en sí mismas y están tan bien relacionadas entre sí, que es un placer contemplarlas. Hacía mucho tiempo que no veíamos un bodegón tan hermoso.
Staff writer of the Boston Evening Transcript

The Breakfast Tray es una provocativa e insinuante escena de dormitorio. Sin embargo, en lugar de mostrar los interiores inmaculados propios de la Escuela de Boston, Okie Paxton representó un ambiente sensual y desordenado, indicando la sensibilidad y sexualidad modernas propia de sus ocupantes. Su trabajo se asemeja más al  modernismo, que a la más tradicional Escuela de Boston.Otra escena de dormitorio moderno se utilizó en un anuncio prublicitario de sábanas Wamsutta.Su obra permitió conocer mejor a una nueva mujer emergente en los detalles íntimos revelados en la pintura:

La protagonista de La bandeja del desayuno es una Mujer Nueva. Tiene estudios y es beneficiaria de una mejor asistencia sanitaria. Aboga por el derecho de la mujer a votar, a trabajar fuera de casa, a ir al teatro por su cuenta y a comprar objetos que utiliza para crear un espacio íntimo propio, tal y como vemos en La bandeja del desayuno. Pero el suyo no es un mundo sin hombres. Encuentra una nueva libertad sexual.
Rena Tobey

Al pasar de las escenas de interiores a los bodegones, Okie Paxton evitó competir con los temas utilizados por su marido. Copper Jug with Apples es un bodegón que muestra una mesa vestida con un mantel blanco sobre el que se reposa  una jarra con mango de cobre, tres manzanas y una taza y platillo verdes. La pintura se valoró en 4.600 dólares en 2011.

## Exposiciones y colecciones

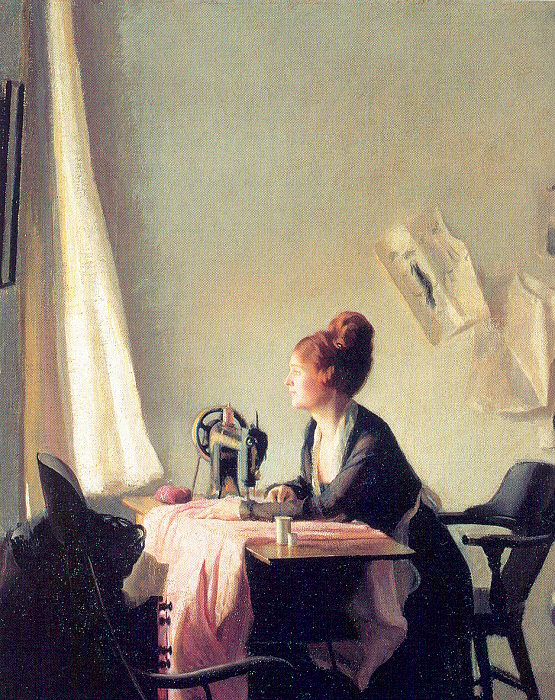
La ventana abierta, 1922, Museo de Bellas Artes de Boston.

Okie Paxton expuso en la Academia de Bellas Artes de Pensilvania, Filadelfia, en 1916 y 1917. Expuso en seis bienales de la Galería de Arte Corcoran entre 1912 y 1941 y diez exposiciones en el Museo y Escuela de la Academia Nacional. En 1913, expuso The Breakfast Tray, que fue calificado como un "lienzo delicado pero sólido", en la Academia Nacional.
En 1915 participó en la Exposición Internacional Panamá-Pacífico en San Francisco donde ganó una medalla de plata por la obra In the Morning. Okie Paxton expuso en la Feria Mundial de Nueva York de 1939. Recibió la medalla de oro Ann Vaughan Hyatt (más tarde llamada Anna Hyatt Huntington ) en la Liga Profesional de Artistas Estadounidenses, Nueva York, y en 1964 obtuvo la Medalla de Oro Nacional en el Consejo de Sociedades de Artistas Estadounidenses, Nueva York.
Sus obras se encuentran en las colecciones del Museo de Bellas Artes de Boston; Museo de Arte Maryhill, Goldendale, (WA) y la Asociación de Arte de Concord, Concord, (MA). Debido a que sus obras se vendieron rápidamente a coleccionistas privados cuando se exhibieron, no está bien representada en las colecciones públicas.

## Legado
- En una transmisión del 25 de abril de 1943, Barbara Walker dijo sobre el trabajo de Okie Paxton:

Los admiradores del arte que disfrutan de la pintura de calidad quedarán impresionados con las obras de la Sra. Elizabeth Paxton, viuda del célebre retratista. Sus bodegones y paisajes son de gran belleza, con una verdadera técnica de "viejo maestro"; realizados con una habilidad y un encanto muy superiores a los del pintor medio de hoy en día.
Barbara Walker

- Su obra, The Breakfast Tray, [26] —junto con la de William Merritt Chase, Alice Neel, John Singleton Copley y Roy Lichtenstein— aparece en Art and Appetite: American Painting, Culture, and Cuisine, editado por Judith A. Barter. [27]
- El trabajo de Okie Paxton estuvo representado en una exposición de 2001 de mujeres artistas en el Museo de Bellas Artes de Boston titulada "Un estudio propio: mujeres artistas en Boston 1870-1940". Se mostraron las obras de Polly Thayer, Gertrude Fiske, Gretchen Rogers, Lilian Westcott Hale y Ellen Day Hale . Se exhibieron tres de las obras de Paxton: The Breakfast Tray (  ); La ventana abierta (1922), que recuerda a Johannes Vermeer ; y el Sutilmente matizado Naturaleza muerta del desayuno (1910c. ); La ventana abierta (1922), que recuerda a Johannes Vermeer ; y el Sutilmente matizado Naturaleza muerta del desayuno (1923c. ). [28]